# Proton Putra
O Putra é um coupé da Proton.